# Hans von Seisser
Hans von Seisser, född 9 december 1874 i Würzburg, död 14 april 1973 i München, var en tysk överste. År 1923 var han chef för den bayerska polisen.
München hade under 1923 drabbats av politiskt våld och social oro. I september utlyste ministerpresident Eugen von Knilling krigslagar och gav Gustav von Kahr diktatoriska befogenheter. Tillsammans med von Kahr och Otto von Lossow bildade von Seisser ett triumvirat.